# بوينغ واي سي-14
طائرة بوينغ واي سي-14 (Boeing YC-14) هي طائرة ذات محركين قصيرة الاقلاع والهبوط تكتيكية للنقل العسكري. تعتبرالنموذج الأول من بوينغ للمشارك في مسابقة القوات الجوية الأميركية لإنتاج طائرة متقدمة متوسطة  الحجم للنقل التي تهدف إلى استبدال لوكهيد هيركوليس سي 130. على الرغم من فوز واي سي 14 مع منافستها ماكدونيل دوغلاس واي سي-15 الا أنها لم تدخل مرحلة الإنتاج. تم إلغاء المشروع في عام 1979 و استبدال ببرنامج سي أكس.

## بيبلوغرافيا
- باورز، Peter M. طائرات بوينغ منذ عام 1916 ، الطبعة الثالثة. لندن: بوتنام 1989. (ردمك 0-85177-804-6).
- كينيدي، بيتي R. Globemaster III: الحصول على C-17الهواء التنقل مكتب القيادة من التاريخ، 2004.
- نورتون بيل. بوينغ C-17 Globemaster IIIفرع الشمال، مينيسوتا: تخصص الصحافة، 2001. (ردمك 1-58007-061-2).
- نورتون بيل. STOL الأسلاف: التكنولوجيا مسار كبير STOL النقل C-17A, المعهد الأمريكي للملاحة الجوية والفضائية، 2002. (ردمك 978-1-56347-576-4).
- Wimpress، John K. and Conrad F. Newberry. The YC-14 STOL Prototype: Its Design, Development, and Flight Test. American Institute of Aeronautics and Astronautics, 1998. ISBN:1-56347-253-8.

## وصلات خارجية
- YC-14 النقل العسكرية الصفحة على Boeing.com
- بيما Air & Space Museum: بوينغ YC-14
- إدواردز AFB: زوج من الأكثر غرابة ينقل (أرشيف الإنترنت)
- بوينغ YC-14 يوم GlobalSecurity.org